# Andreas Marschall (Klavierbauer)

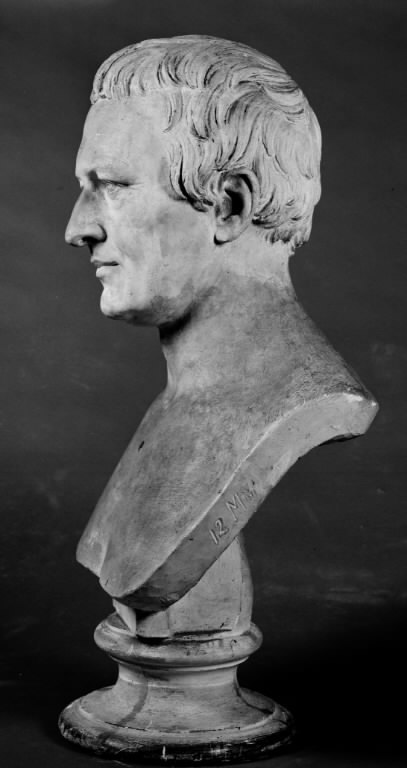
Andreas Marschall (Büste von 1866)

Andreas Marschall (* 15. November 1783 in Tyrnau, Ungarn; † 9. Februar 1842 in Kopenhagen, Dänemark) war ein Klavierbauer.
Eine Station seiner Karriere war Kassel, wo Marschall für N. N. Beckmann und Peter Christian Uldahl arbeitete. Nachdem er drei Jahre in Kopenhagen ansässig gewesen war, machte er sich 1813 selbständig. Marschall baute etwa 115 Instrumente im Jahr. Aus seiner Werkstatt sind einige namentlich bekannte Klavierbauer hervorgegangen, so Emanuel Schöne (Oslo und London) und Christopher Thomle (Oslo). Nach Marschalls Tod wurde die Werkstatt von Sören Hjort weitergeführt.

## Erhaltene Instrumente (Auswahl)
- Kulturhistoriska Museet in Lund, Tafelklavier, ca. 1820, englische Mechanik, Tonumfang F1 bis f4, Inventarnummer KM 34.475.[4]
- Musikhistorisk Museum Kopenhagen, Tafelklavier, Nr. 22, früher in Besitz des dänischen Komponisten Johann Peter Emilius Hartmann.[5]
- Norsk Folkemuseum, Klavier, Mahagoni, Tonumfang F1 bis 4, Inventarnummer 88.[6]
- Tafelklavier, Nr. 24, in Privatbesitz in Bremen (englische Mechanik, single action), Tonumfang F1 bis f4.
- Tafelklavier, Nr. 56, Mahagoni, in Privatbesitz in Aumühle bei Hamburg (englische Mechanik, single action), Tonumfang F1 bis f4.